# Chironomus usenicus
Chironomus usenicus is een muggensoort uit de familie van de dansmuggen (Chironomidae). De wetenschappelijke naam van de soort is voor het eerst geldig gepubliceerd in 1994 door Loginova & Belyanina.